# Empetrum nigrum
1. ↑  Sp. Pl. 2: 1022. 1753 [1 de maio de 1753] «Empetrum nigrum». IPNI. Consultado em 1 de Dezembro de 2009
2. ↑  «Empetrum nigrum L.». Plants of the World Online. Board of Trustees of the Royal Botanic Gardens, Kew. 2017. Consultado em 11 de julho de 2020

Empetrum nigrum, camarinha-preta,  amora-preta, camarinha-dos-musgos, é uma espécie de planta com flores da família das Ericaceae com distribuição natural circumboreal no hemisfério norte.

## Descrição

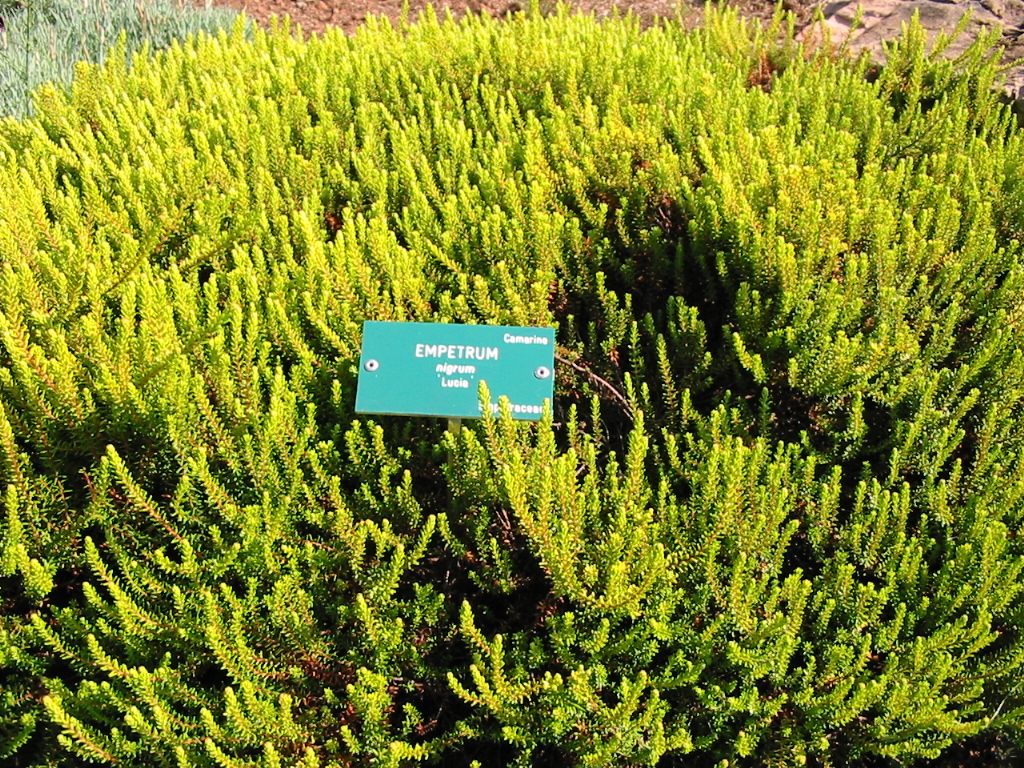
empetrum nigrum ou camarinha-preta boreal

Empetrum nigrum é um arbusto perene de baixo crescimento, com hábito rasteiro. As folhas têm 3-6mm de comprimento, dispostas alternadamente ao longo do caule. Os caules são vermelhos quando jovens e tornam-se gradualmente castanhos. Floresce entre Maio e Junho.
Em geral é uma planta dioica. As flores são pequenas, com sépalas rosa-esverdeadas que se tornam roxo-avermelhadas. O fruto redondo é uma drupa muito semelhante em forma e tamanho às camarinhas brancas (bagas) nativas da costa Atlântica portuguesa, galega e aquitânia, com 4-6mm de largura, mas pretas ou roxo escuro, ou ocasionalmente vermelhas. Os seus frutos persistem cerca de 92,7 dias e produzem uma média de 7,8 sementes por fruto. Os frutos contêm, em média, 86,5% de água e o seu matéria seca inclui 14,4% de hidratos de carbono e 12,2% de lípidos, o que representa possivelmente o mais alto teor de lípidos de todos os frutos carnudos da Europa.

## Distribuição e habitat
A espécie tem uma distribuição quase exclusivamente circumboreal no Hemisfério Norte. É também nativa das Ilhas Falkland.
Os biólogos evolucionistas explicam a impressionante distribuição geográfica das camarinhas-bravas como resultado da dispersão de sementes dum pólo ao outro por aves migratórias de longa distância.
Empetrum nigrum cresce em pântanos e outros solos ácidos em zonas sombrias e húmidas; também cresce em habitats subalpinos e alpinos no Noroeste do Pacífico e da Europa.

## Usos
O fruto é comestível e pode ser seco, e pode ter um sabor ácido. Na tundra do Alasca, é conhecido por ter um sabor doce e ligeiramente ácido. É frequentemente misturado com outros frutos vermelhos em pratos como tartes e pudins.

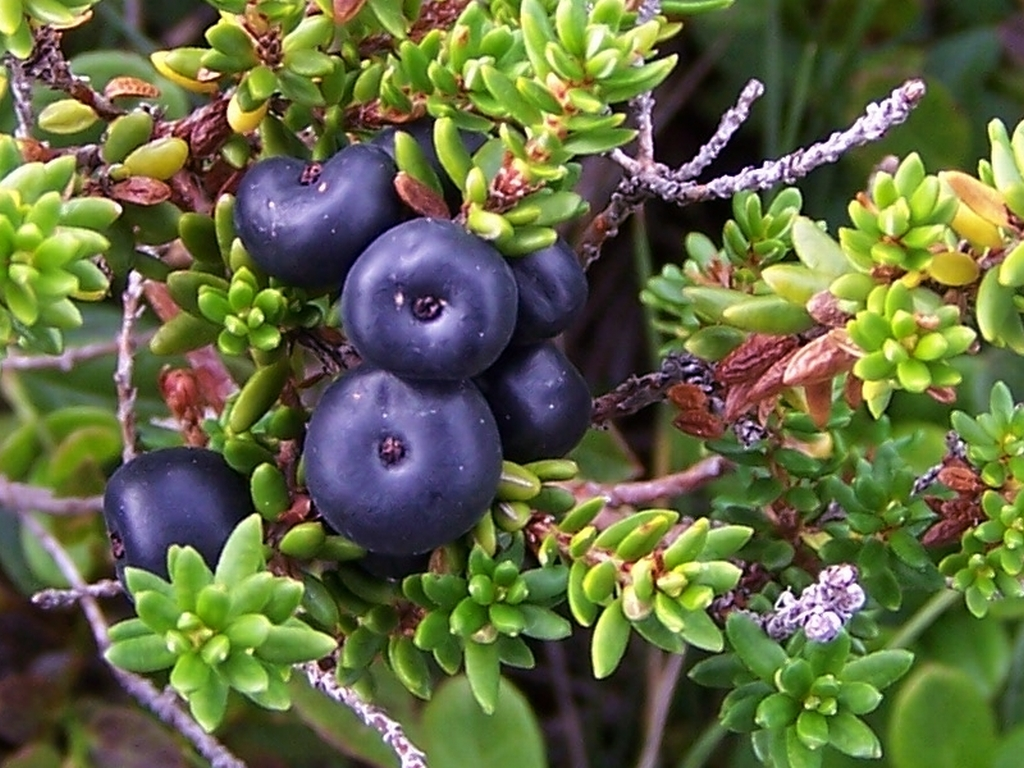
frutos maduros de camarinha-preta

É abundante na Escandinávia e apreciado pela sua capacidade de fazer licor, vinho, sumo ou geleia. Nas áreas subárticas, a planta tem sido um complemento vital à dieta  dos povos Sámi e dos Inuítes.É utilizada para fazer gelado do Alasca. Os povos Dena'ina (Tanaina) colhem-na como alimento preservando-a em grandes quantidades para o inverno, por vezes misturando-a com banha ou óleo. 
Na província canadiana de Terra Nova e Labrador, os frutos (conhecidos localmente como “amoras”) são utilizados em geleias, compotas e como tempero em assados, como pães doces ou pudins. No Labrador e nas regiões do norte da Terra Nova, plantas inteiras são colhidas e a erva utilizada para aromatizar o peixe fumado.
A espécie também pode ser cultivada como cobertura de solo, ou como uma planta ornamental em jardins rochosos, principalmente a cultivar de folhagem amarela 'Lucia'. O fruto é rico em antocianina e pode ser utilizado como corante natural.